# 李有彬
李有彬（이유빈，2001年4月23日—），韓國女子短道速滑運動員，京畿道富川市出身，2018年冬季奧林匹克運動會金牌得主。

## 生平
李有彬於8歲時與哥哥一同學習溜冰，後來喜歡上這運動。2016年，她在世界青年短道速滑錦標賽取得兩銀兩銅。翌年1月，她先在同一賽事中都獲4面金牌，然後在4月的國家選拔賽中取得代表南韓出戰來年冬季奧運會的資格。同一年的11月，她與隊友贏得世界杯接力賽的金牌。2018年2月的冬季奧運會上，她以後備身份贏得接力賽的金牌。

## 資料來源
1. 1 2 3  . Sportskhan. 2018-01-03.
2. ↑  . Sportskhan. 2017-11-12.
3. ↑   . NBC. 2018-02-20  [2018-02-23]. （原始内容存档于2018-02-23）.